# Захарцова, Ольга Викторовна
Ольга Викторовна Захарцова (род. 4 февраля 1988, РСФСР) — российская самбистка и дзюдоистка, чемпионка (2013, 2015) и бронзовый призёр (2009, 2012, 2018, 2020) чемпионатов России по самбо, бронзовый призёр розыгрыша Кубка России по дзюдо 2017 года, бронзовый призёр этапа Кубка Европы 2010 года, чемпионка (2015) и бронзовый призёр (2013) чемпионатов мира по самбо, Заслуженный мастер спорта России. По самбо выступала в первой (до 68 кг) и второй (до 72 кг) средней весовых категориях.

## Спортивные результаты

### Дзюдо
- Международный турнир по дзюдо 2006 года, Гданьск — ;
- Первенство России по дзюдо среди молодёжи 2008 года — ;
- Первенство России по дзюдо среди молодёжи 2010 года — ;
- Этап Кубка Европы 2010 года, Оренбург — ;
- Кубок России по дзюдо 2017 — ;

### Самбо
- Чемпионат России по самбо среди женщин 2009 года — ;
- Чемпионат России по самбо среди женщин 2012 года — ;
- Чемпионат России по самбо среди женщин 2013 года — ;
- Чемпионат России по самбо 2015 года — ;
- Чемпионат России по самбо 2018 года — ;
- Чемпионат России по самбо 2020 года — ;